# Cryptotis nigrescens
Cryptotis nigrescens es una especie de musaraña de la familia soricidae.

## Distribución geográfica y hábitat
Se encuentra en Costa Rica y Panamá. Habita en 
bosque montano, el borde del bosque, así como praderas y otras áreas abiertas a una altitud que oscila entre 800 y 2900 m s. n. m..